# Corydalis turtschaninovii
Corydalis turtschaninovii là một loài thực vật có hoa trong họ Anh túc. Loài này được Besser mô tả khoa học đầu tiên năm 1834.

## Hình ảnh

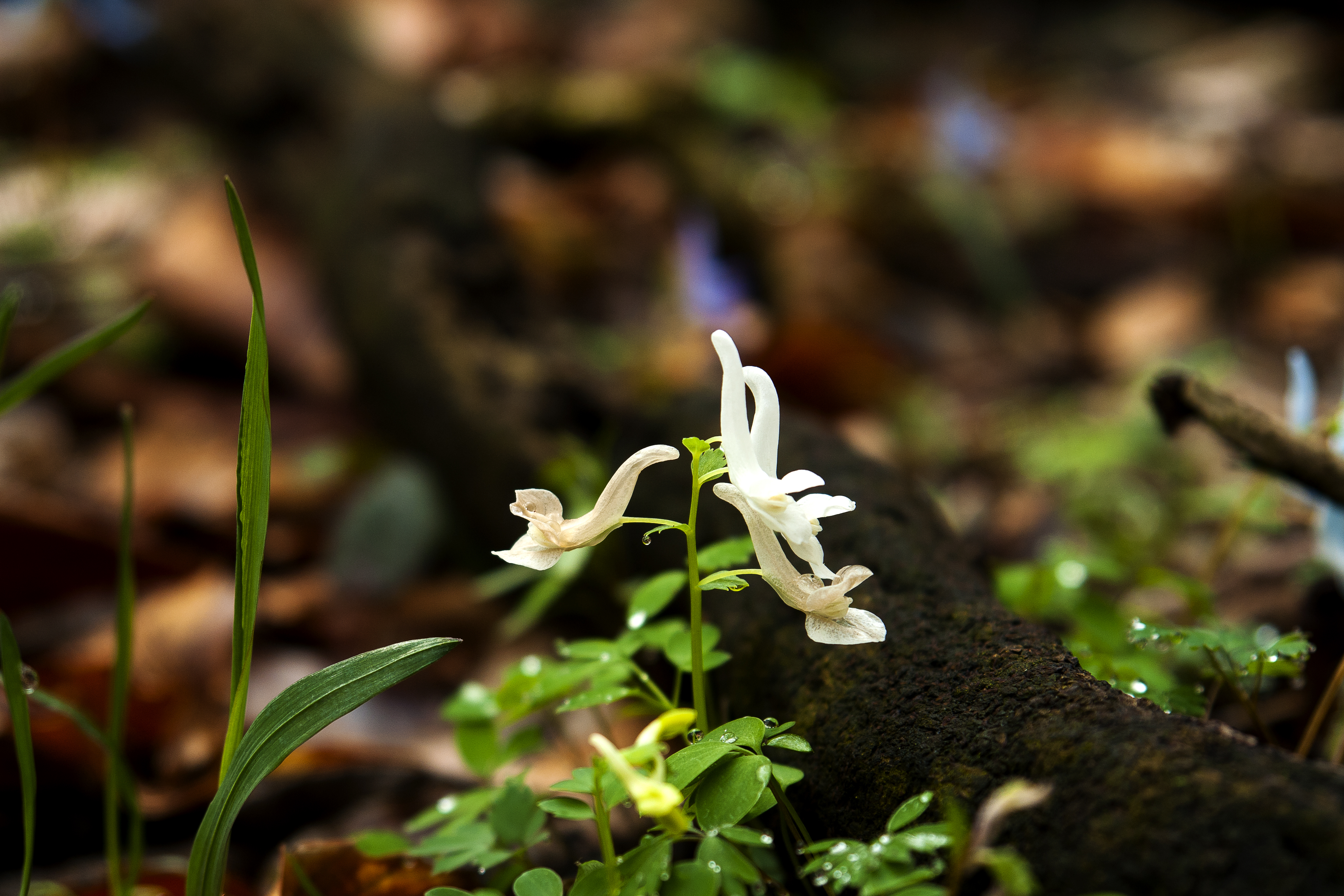